# Pixacà
El pixacà, també anomenat cogomella pigada, pigat bord o pigat (Amanita pantherina, del grec pánther, que vol dir "pantera", al·ludint a color i pigallat del barret del seu bolet, semblant a la pell d'una pantera), és una cogomella pigada, és una espècie bolet agarical de la família de les amanitàcies (Amanitaceae). El seu bolet fa el típic desenvolupament de les amanites.
No s'ha de confondre amb l'Amanita rubescens, la cogomella vinosa, a la qual ressembla molt i que al contrari del pixacà és comestible després de coure.

## Morfologia

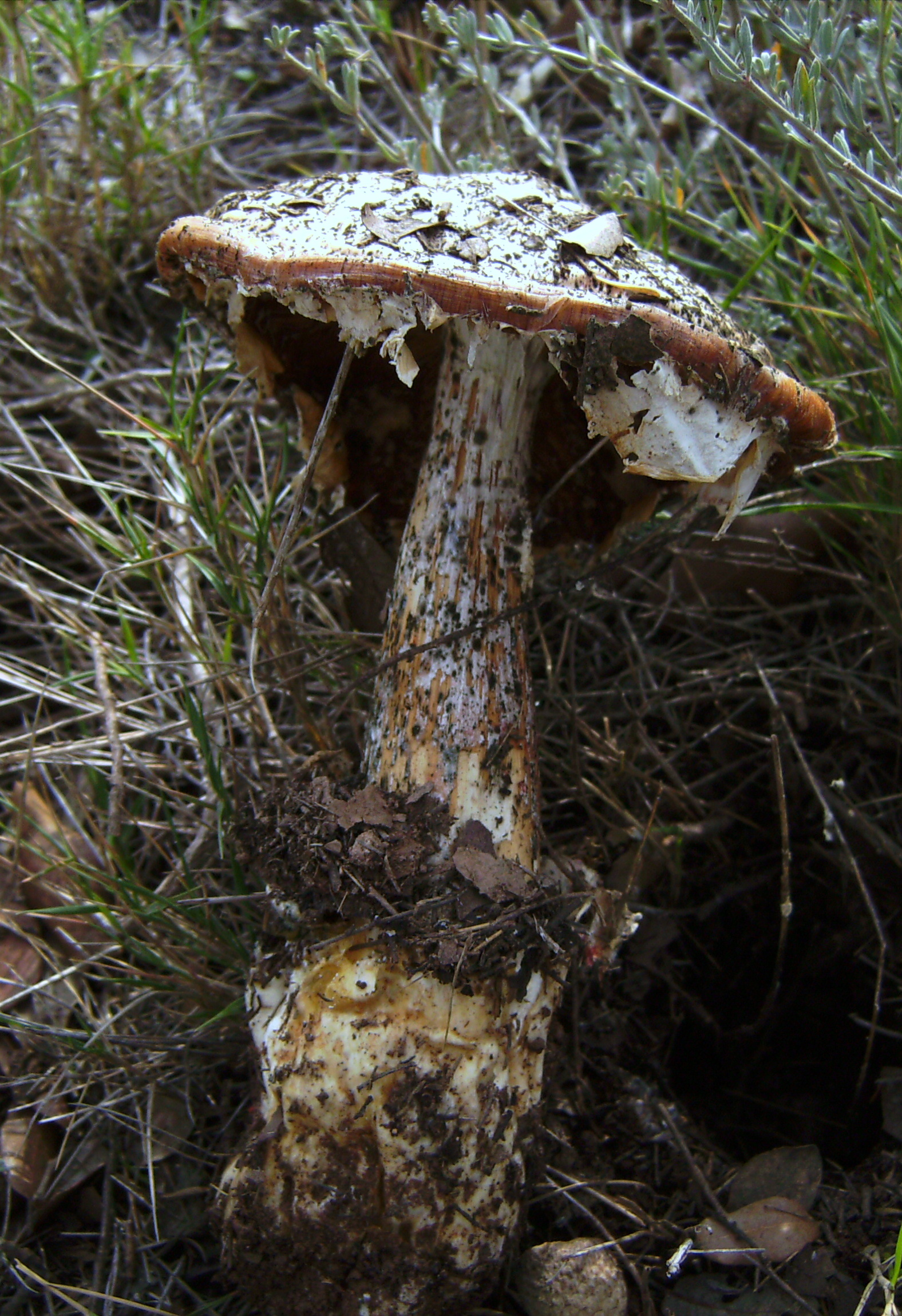
Exemplar vell de pixacà

Té un barret de fins a 12 cm de ròdol, amb el marge estriat, de color molt variable des del crema o beix fins al bru fosc o marró xocolata, amb abundants restes del vel fragmentat en esquames d'un blanc net, que es manté sense tacar-se ni enfosquir-se, fins i tot quan el bolet és vell. Les làmines són blanques i lliures.
El peu, que també és blanc, porta un anell poc evident que es disgrega amb facilitat. A la part de baix, les restes del vel que haurien de formar la volva es limiten a dibuixar uns cèrcols disposats com la rosca d'un vis.
La carn blanca no fa a penes olor en els bolets joves. Els més vells fan pudor.

## Hàbitat
Surt a la tardor al sotabosc dels boscos caducifolis i mixtos, de les suredes i fagedes i també a les brolles d'estepes i brucs.

## Toxicitat
És un bolet tòxic. Ocasiona trastorns digestius més forts encara que els produïts pel reig bord, però no porta els principis actius causants de les al·lucinacions. És totalment rebutjable i fàcil de reconèixer.
Cal vigilar la possible confusió d'aquest bolet amb altres de similar fesomia, comestibles, com la cua de cavall (A. rubescens) i la cua de cavall grossa (A. spissa).

## Galeria

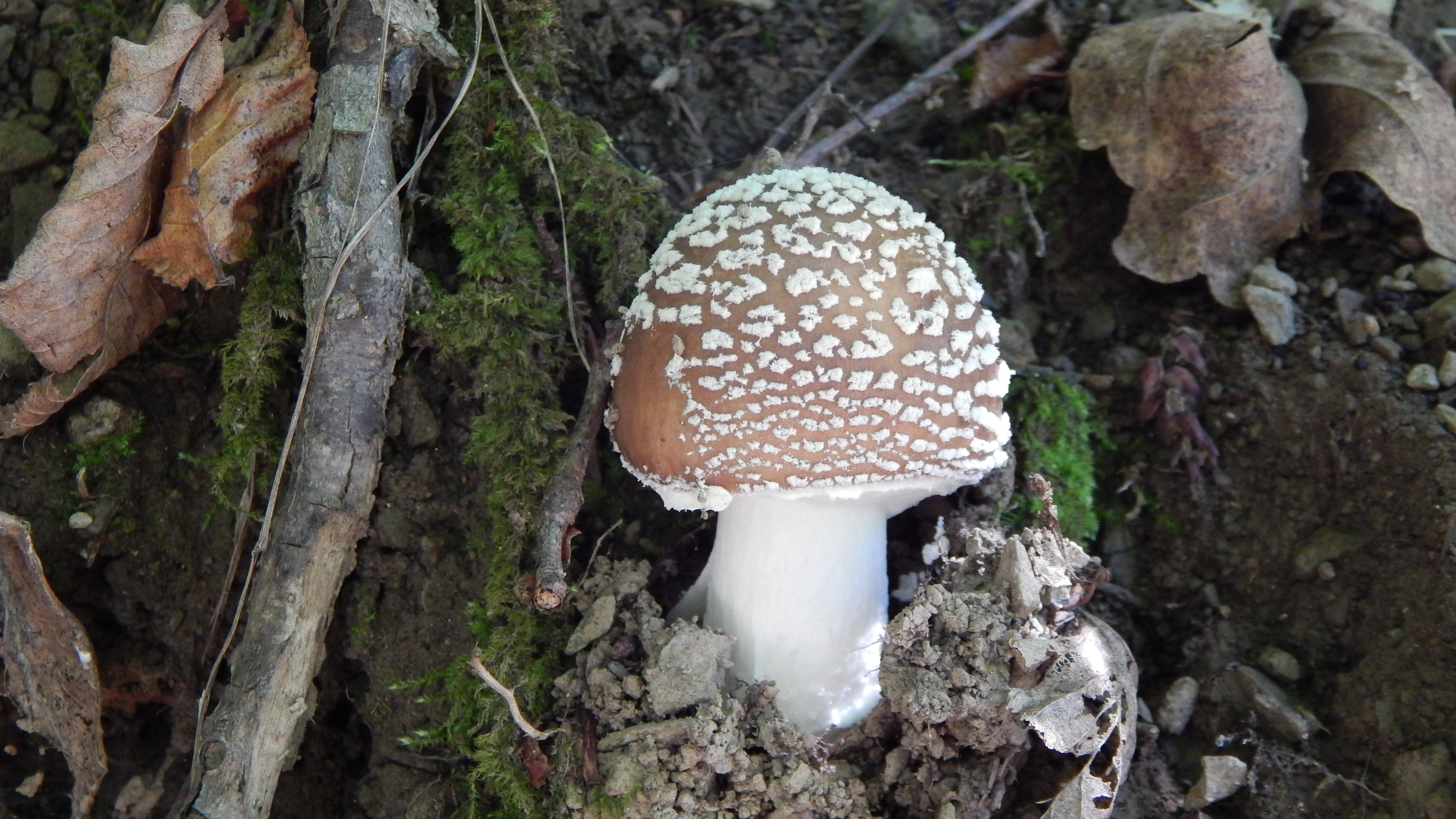
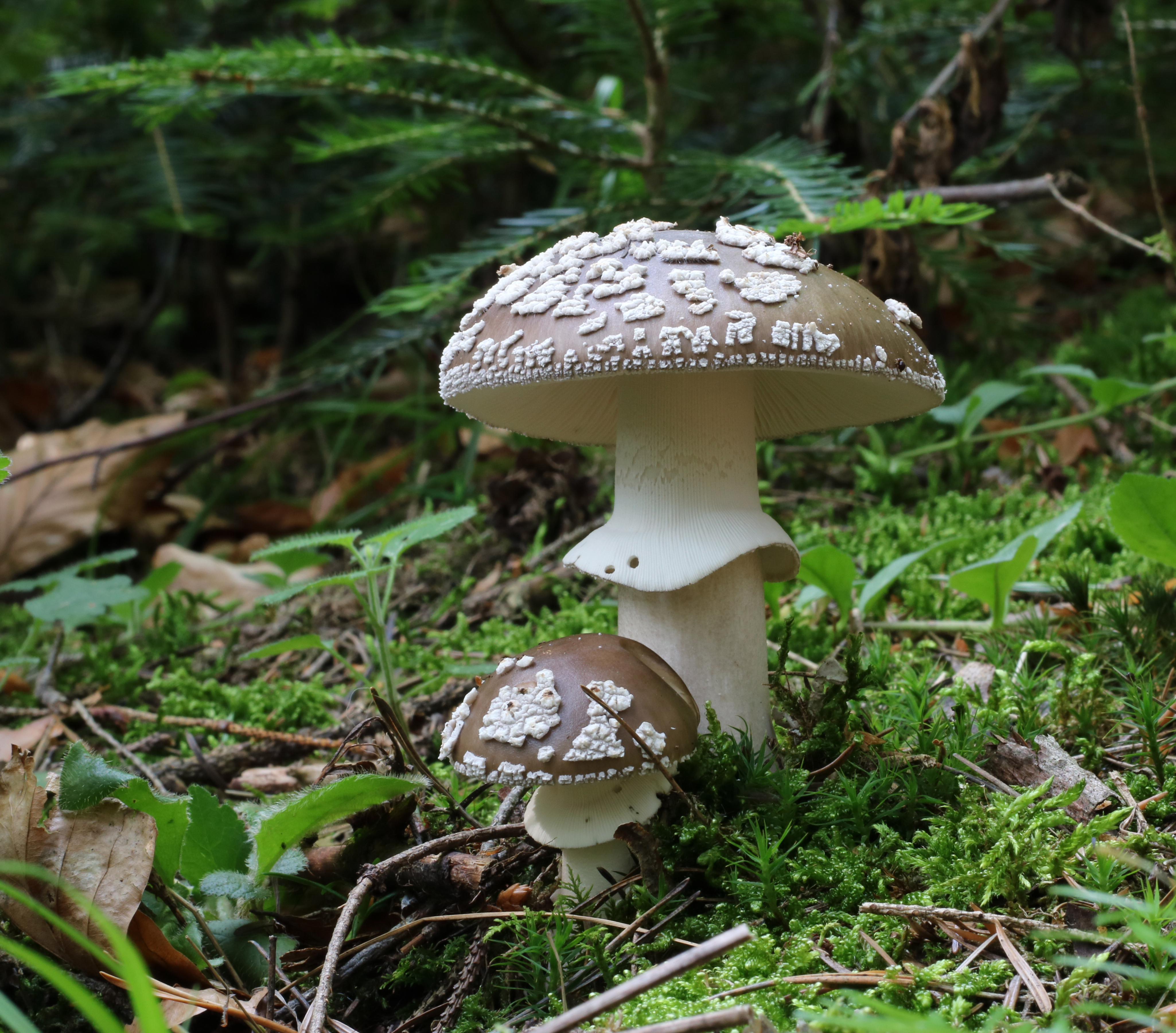
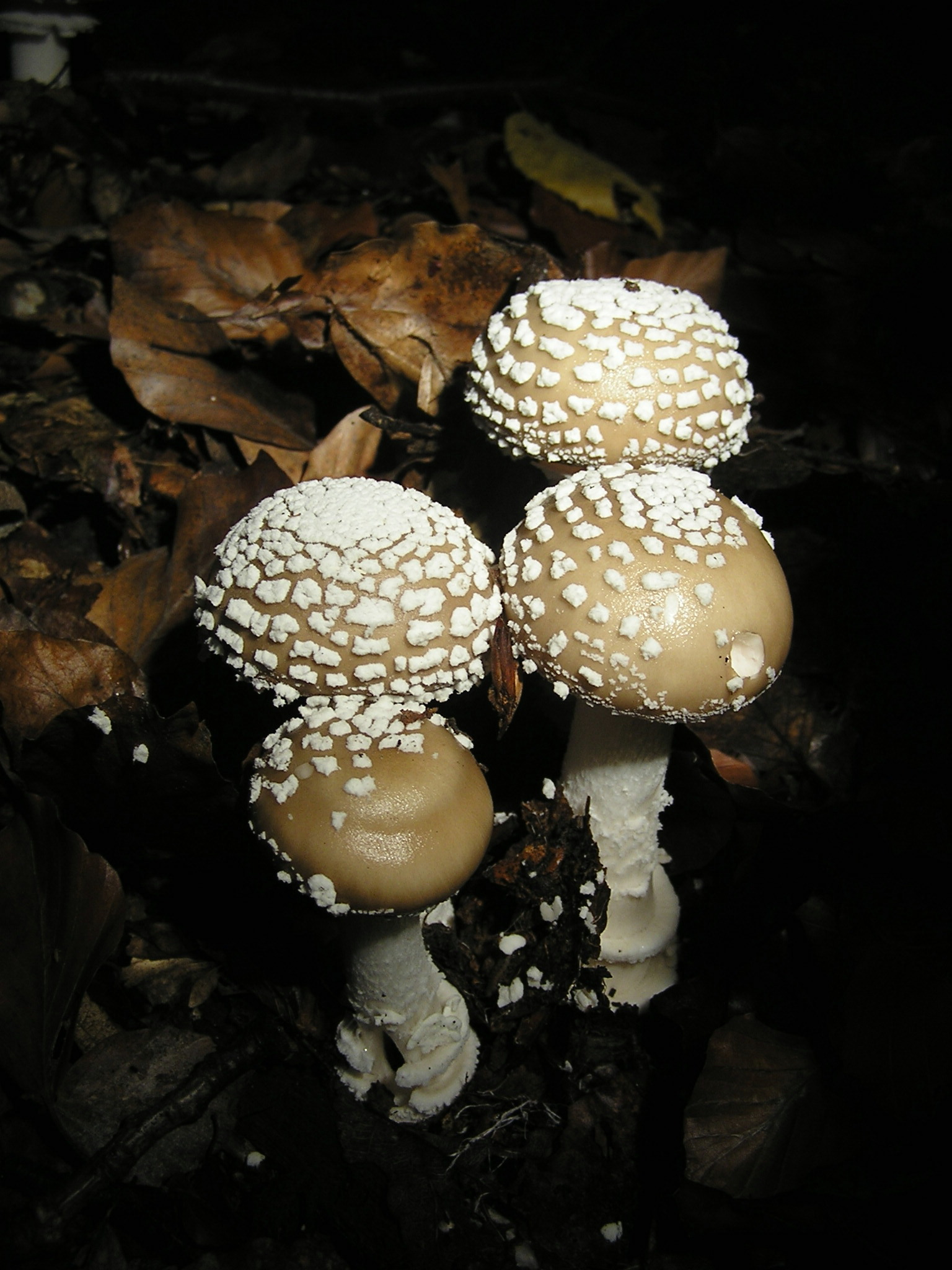
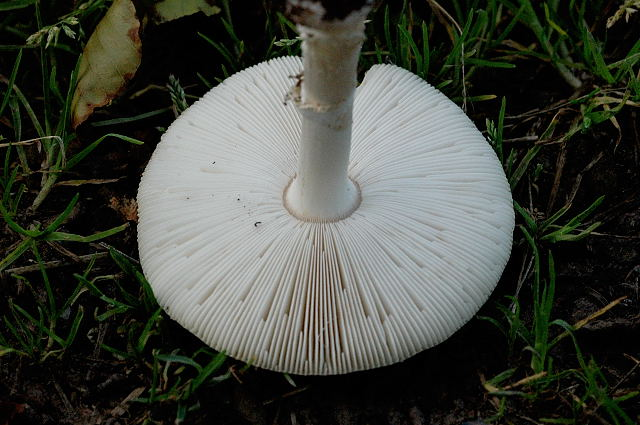
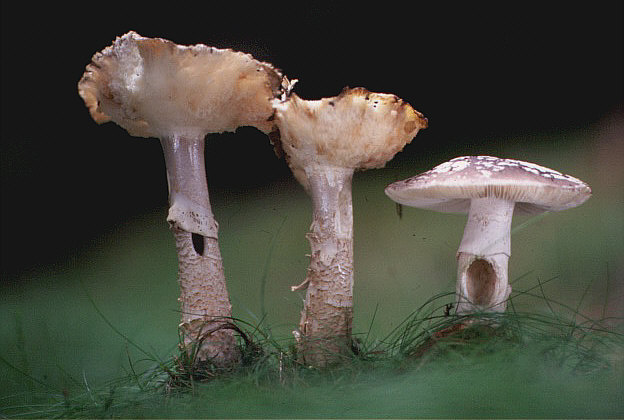